# James Macdonald (2e baronnet)
James Macdonald (14 février 1784 - 29 juin 1832) est un homme politique britannique. Il siège à la Chambre des communes entre 1805 et 1832.

## Biographie
Il est né le 14 février 1784, fils aîné et unique de Archibald Macdonald (1er baronnet), baron de l'échiquier, de Louisa, fille aînée de Granville Leveson-Gower (1er marquis de Stafford). Avec le soutien de son oncle, George Leveson-Gower, 2e marquis de Sutherland (futur premier duc), Macdonald est élu pour la première fois au parlement lors de l'élection partielle des Tain Burghs en 1805. Il se présente ensuite avec succès pour les sièges à Newcastle à l'élection générale de 1806, Sutherland à l'élection générale de 1812, l'élection partielle de Calne de 1816 (et les élections suivantes) et dans le Hampshire à l'élection générale de 1831.
Le père de Macdonald est créé baronnet lors de son départ à la retraite en 1813 et à sa mort en 1826, James hérite du titre. Il accepte le poste de lord haut-commissaire des îles Ioniennes, dans l'espoir que le climat de la Méditerranée améliore sa santé. Il est nommé à ce poste le 2 juin 1832 et renonce immédiatement à son siège du Hampshire aux Communes. Le 22 juin, jour de l'élection partielle dans le Hampshire, il est nommé Grand Chevalier de l'Ordre de Saint-Michel et Saint-Georges. Il dîne chez son beau-père à Berkeley Square le 27 juin, mais tombe malade le lendemain et meurt du choléra le 29 à Spring Gardens, sans avoir pris la mer pour Corfou ni avoir été investi chevalier.

## Famille
Il se marie trois fois.
D'abord le 5 septembre 1805 à Elizabeth, fille de John Sparrow, de Bishton Hall, Staffordshire, pas de descendance.
En secondes noces le 10 août 1819 à Lady Sophia Keppel, fille aînée de William Keppel (4e comte d'Albemarle). Ils ont deux fils, Archibald Keppel Macdonald (1820-1901) et Granville (1821-1831). Lady Sophia est décédée le 29 septembre 1824.
En troisièmes noces le 20 avril 1826 avec Anne Charlotte, fille du révérend John Saville Ogle, de Kirkley Hall, dans le Northumberland.